# AAC Honey Badger
AAC Honey Badger — персональное оружие самообороны разработанное на платформе AR, предназначенное в первую очередь для использования в конфигурации с глушителем. Использует патрон .300 AAC Blackout. Производился компанией Advanced Armament Corporation (AAC). Оружие названо в честь медоеда.

## История

### Замена
В 2013 году AAC начала сосредоточивать свои усилия на производстве глушителей. «Мы приняли решение выйти из бизнеса по производству винтовок», — заявил Джефф Стилл, директор по аксессуарам и глушителям компании Remington Outdoor. «Мы собираемся сосредоточить все наши усилия на глушителях и сопутствующих аксессуарах». В 2017 году Кевин Бриттингем основал новую компанию под названием «Q, LLC». Наряду с глушителями и винтовкой с продольно-скользящим затвором собственной разработки, Q также разработала и продавала улучшенный вариант Honey Badger.

### Письмо о прекращении и воздержании
6 октября 2020 года Бюро алкоголя, табака, огнестрельного оружия и взрывчатых веществ (ATF) направила Q письмо о прекращении и воздержании, в котором утверждалось, что пистолет Honey Badger является короткоствольной винтовкой. Хотя Q пытались опровергнуть это утверждение, они прекратили производство оружия и подтвердили это в официальном заявлении от 14 октября. 15 октября ATF объявила о прекращении производства на 60 дней, но Q решили не возобновлять производство Honey Badger до тех пор, пока ATF не примет окончательное решение, поскольку они считали, что «ATF может произвольно отменить приостановку в любое время."

## Конструкция
И оружие, и используемый патрон были разработаны в тесном сотрудничестве с американскими подразделениями специальных операций с целью создания подходящей и эффективной замены HK MP5 и аналогичных систем оружия для закрытых пространств. Карабин спроектирован так, чтобы быть очень удобным для использования в военных целях там, где выпускаются и широко используются M16, поскольку оружия имеют много общего в управлении и обращении с ними и их магазинами. Оружие имеет глушитель, и его можно сделать еще тише, используя тяжелые дозвуковые боеприпасы .300 Blackout.
Кевин Бриттингем, основатель AAC, хотел разработать оружие, которое было бы простым в использовании, как AR-15, но компактным, как MP5.
Honey Badger был разработан со стандартной верхней и нижней ствольной коробкой M4, коротким стволом с очень коротким газоотводом, большим обычным съёмным глушителем, а также фирменной буферной трубкой и складным прикладом с двумя зубцами. С добавленным глушителем, карабин становится на 7,62-15,24 см длиннее, чем MP5SD.